# テーブル (家具)

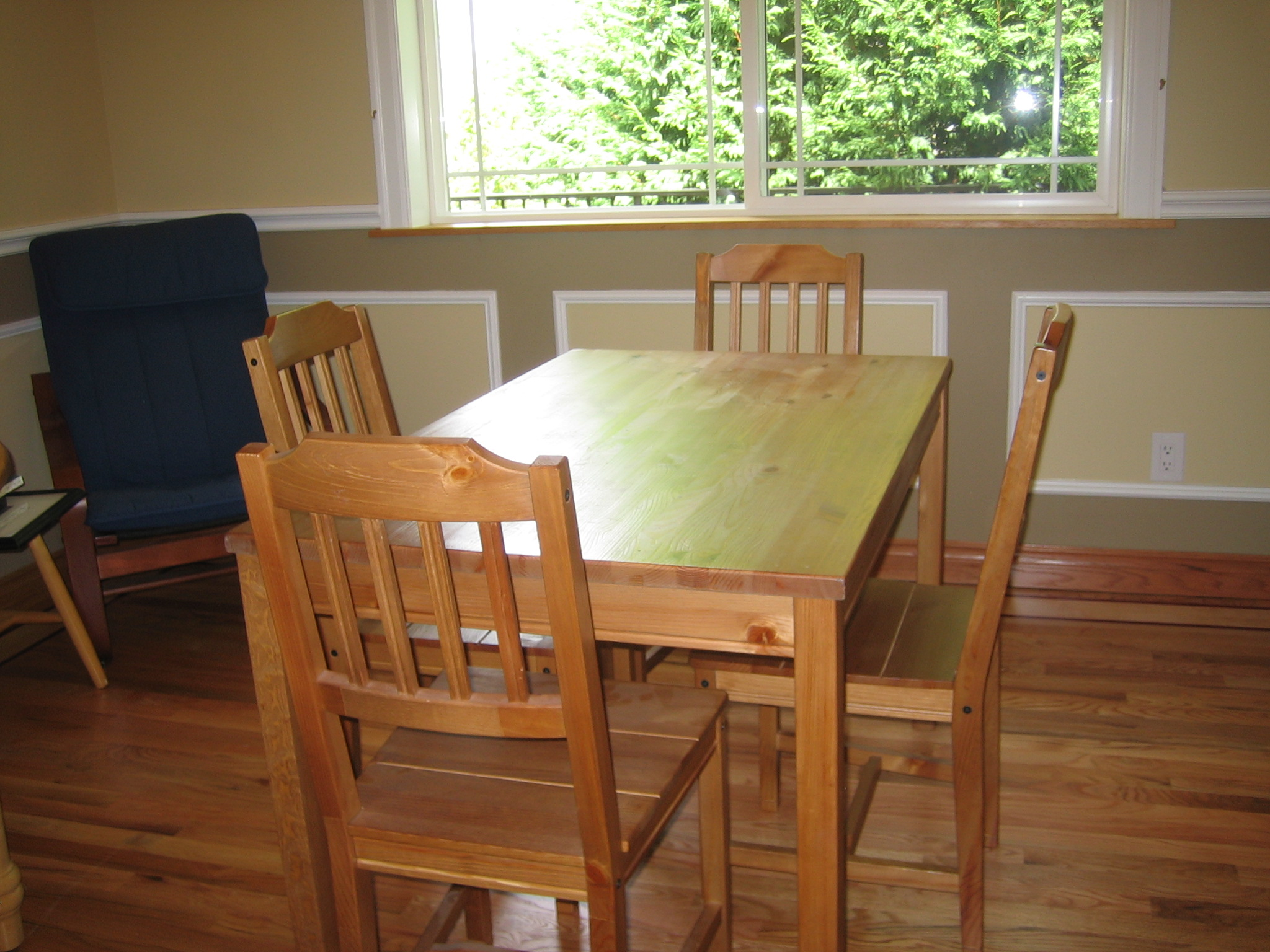
木製のダイニングテーブルと椅子

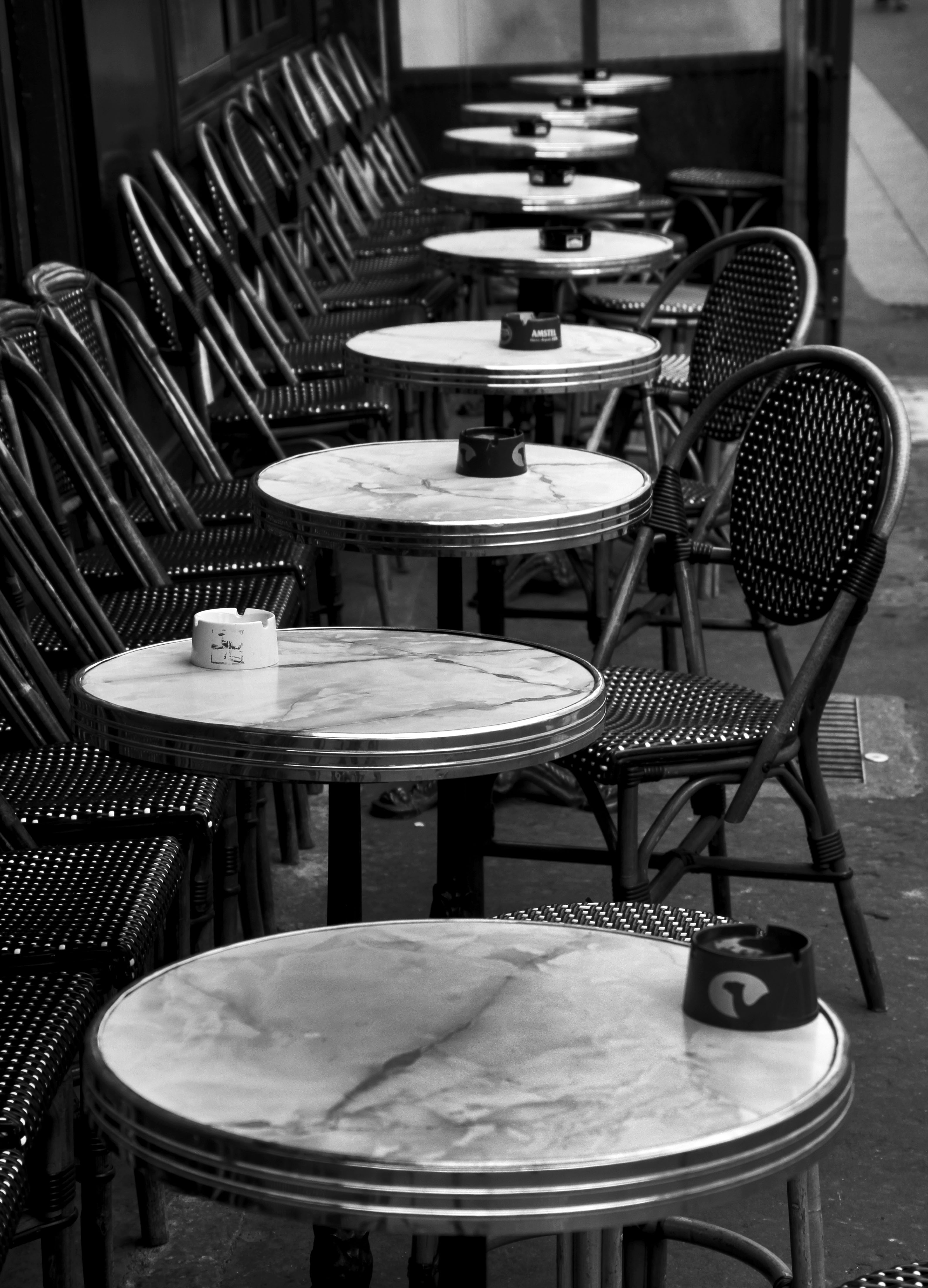
カフェのテーブル。パリ

テーブル（table）は、平らな甲板（天板）を脚や支柱や側板で支持し、食事または作業に使う台。机の一種、家具の一種である。かつては漢字で卓、洋卓、卓子などとも書かれた。

## 概説
欧米だけでなく、中国でも椅子を使う生活が基本であり、それらの国々ではテーブルは最も基本的な家具の一つである。
語源
テーブルの語源は、フランス語の "table" および古英語の "tablee" の両方であり、ラテン語で板を意味する「タブラ (tabula)」の派生である。俗ラテン語では、 "tabula" が元来持つ意味を示す語は "mensa" （スペイン語の "mesa" に転じる）に変わった。古英語では、この意味は board となった。

## 歴史

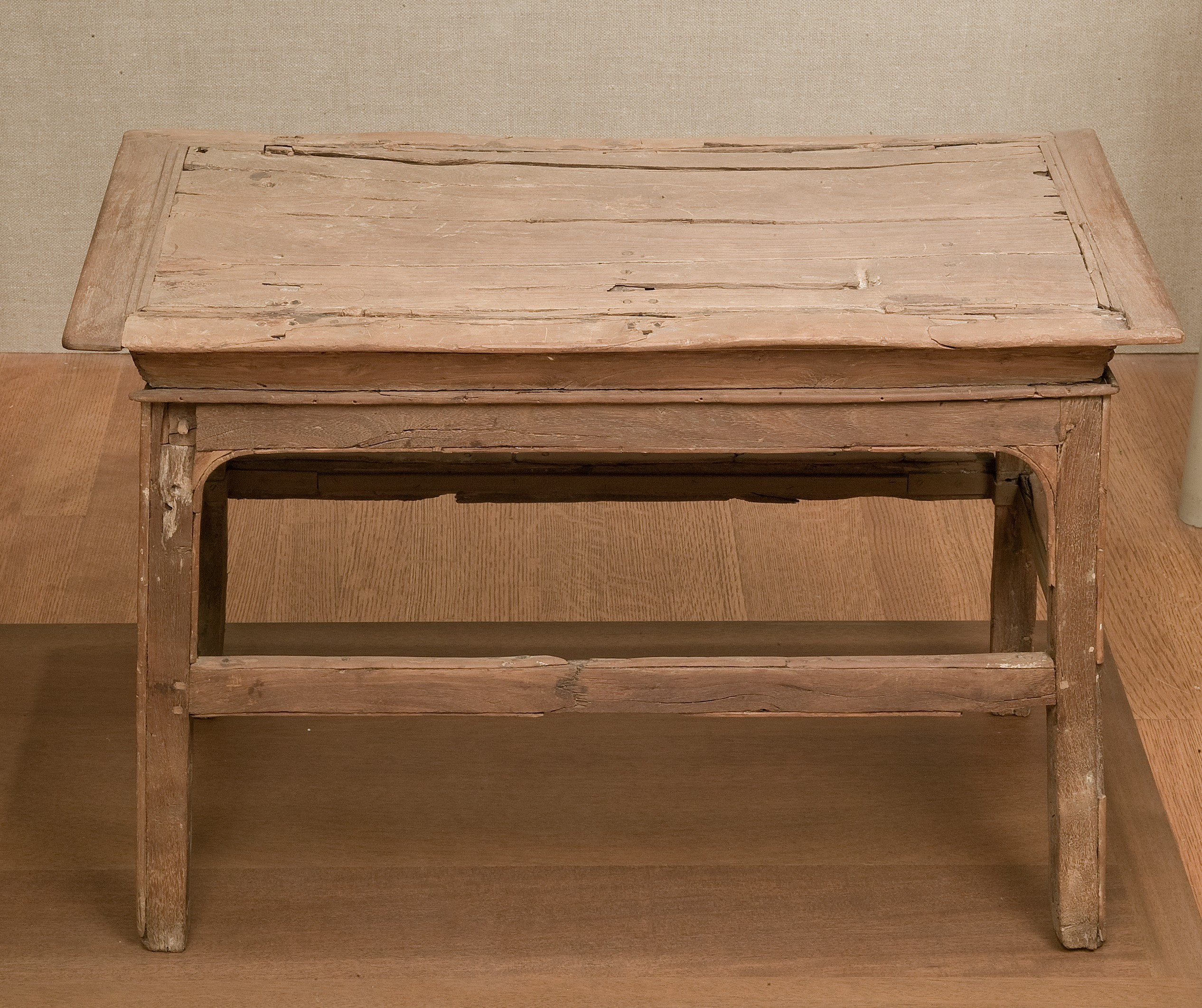
古代エジプトのテーブル。紀元前1700年–1500年ころ。

歴史上最古の現存するテーブルは、エジプト第17王朝の木製テーブルで、長方形の甲板を 4 脚の角柱で支え、脚の補強に貫を用い、中世になると、大型化し甲板と脚が分離できる架脚式の構造になり、また、小さな丸テーブルと書見台を組合わせたようなライティング・テーブルが普及した。

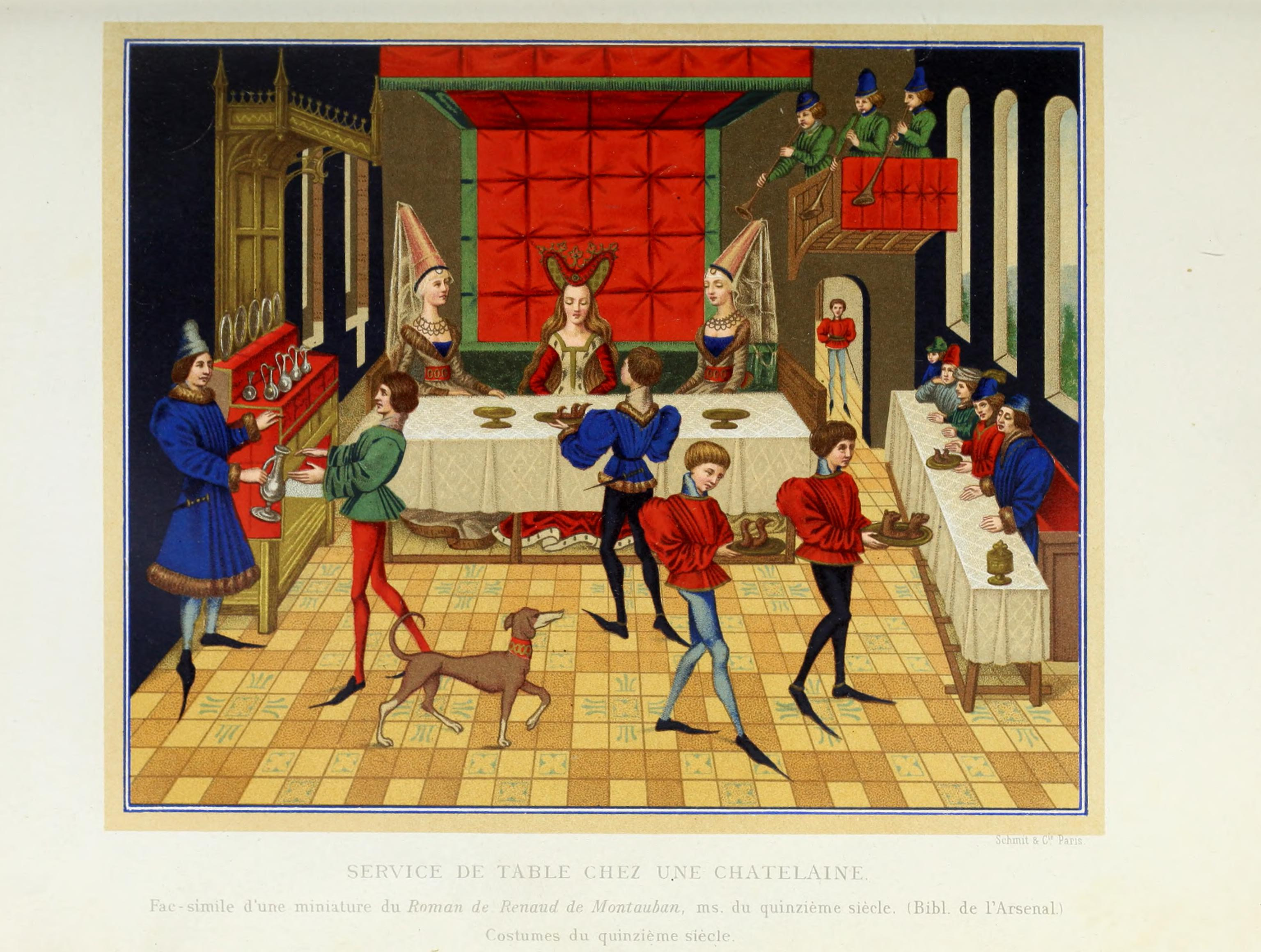
ルネサンス期のテーブル

ルネサンスになると、上流貴族の邸館に食事専用のダイニングルームが置かれるようになり、 甲板と脚と貫は固定され、 豪華なテーブルが流行し、様々な種類のテーブルが作られた。17世紀の後期ごろから 生活様式の多様化と住宅内に多くの部屋が設置されるにつれ、 テーブルの種類も増加、サイドテーブル、ドレッシングテーブルなどが現れ、18世紀にはフランスの上流階級の間でコーヒーが流行し、専用のコーヒーテーブルも生まれた。19世紀末になると、テーブルは装飾的なものから機能性を重視する傾向を示した。
中国では唐代から高足のイスやテーブルの使用が一般的となった。

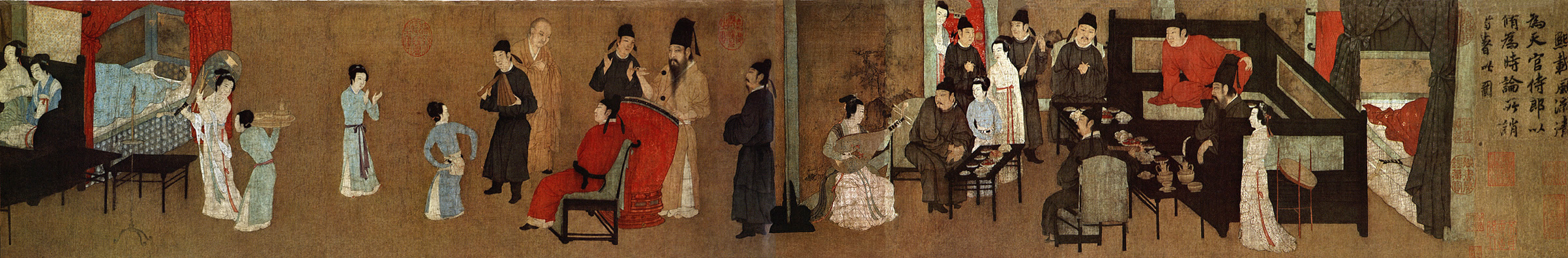
宋 (王朝)時代の家具

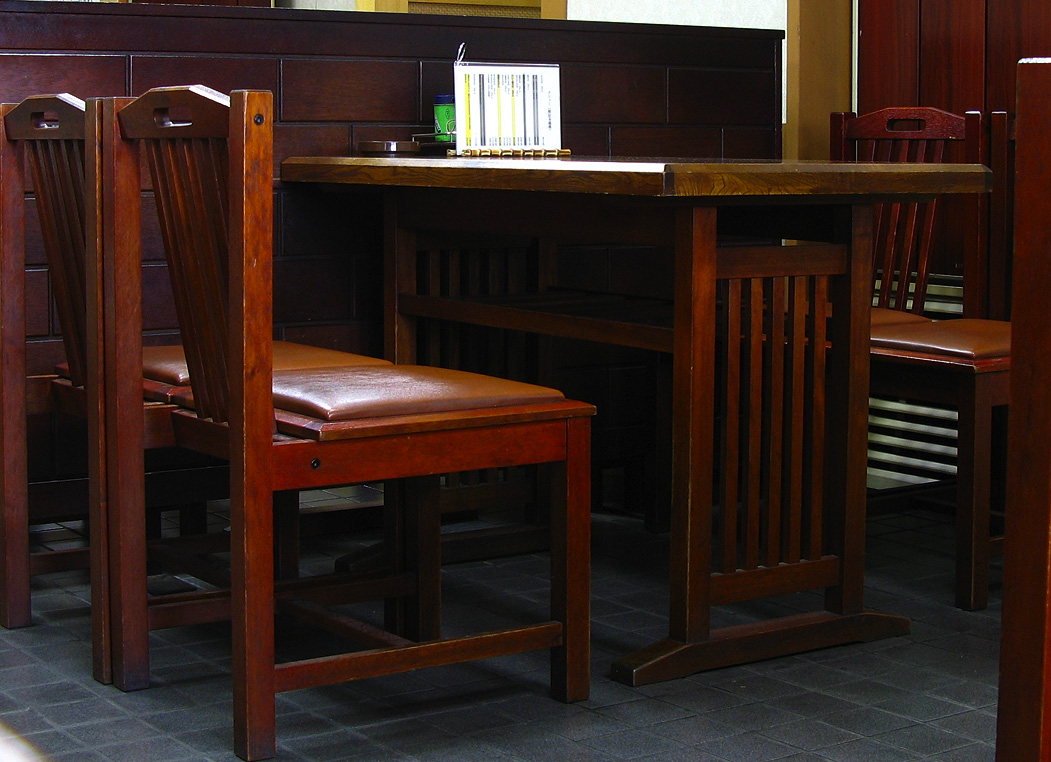
蕎麦屋のテーブル

日本の人々は木の床や畳に直接座る生活様式で暮らしていたので、椅子やテーブルが使われるようになったのは遅かった。嘉永7年（1854年）月、料理屋百川が、江戸で初めてテーブル（座卓）で料理を提供した。

## 種類

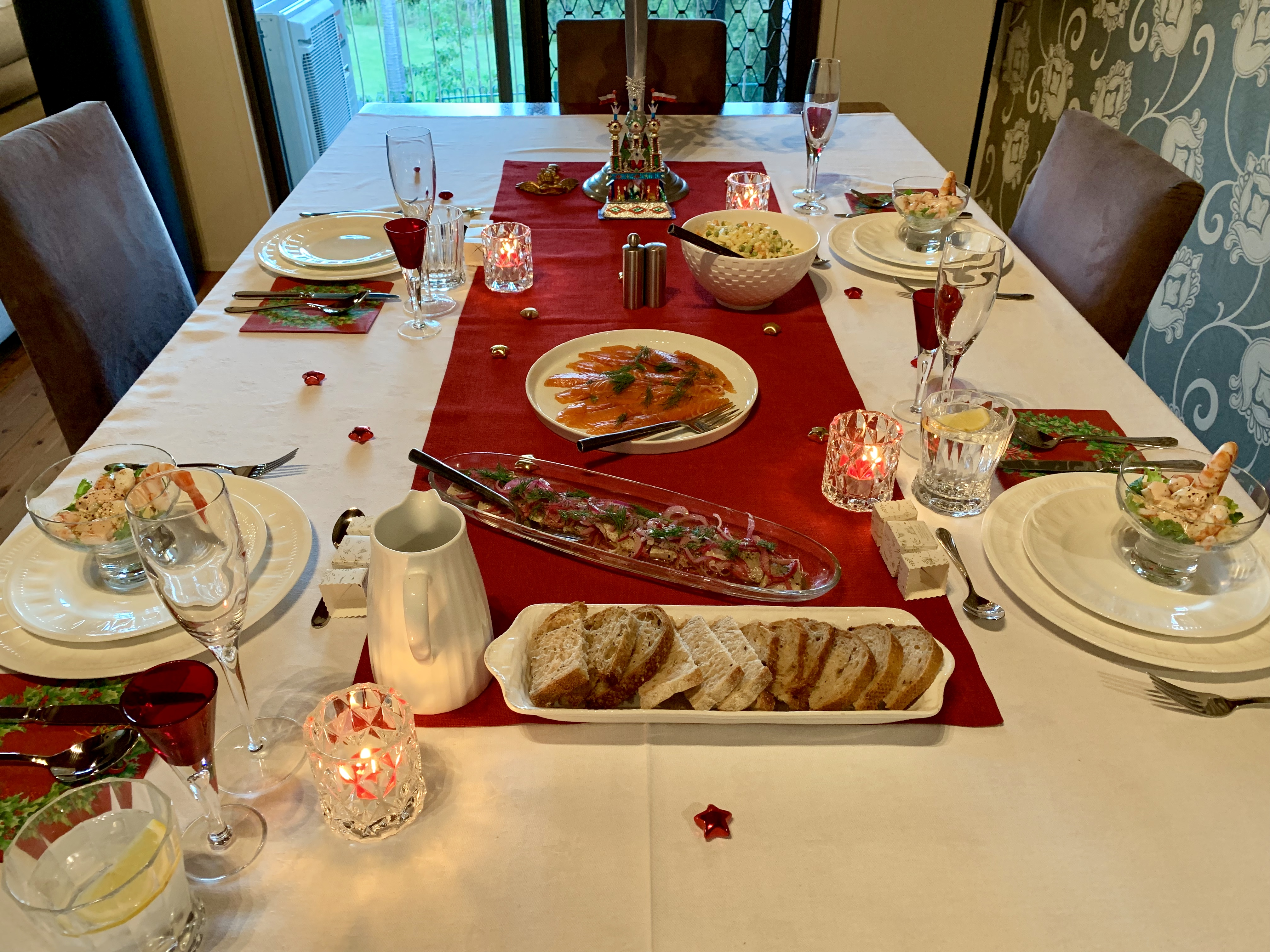
テーブルクロスをかぶせ、料理やカトラリーやグラスやキャンドルを配置したクリスマス・イブのダイニングテーブル。

用途によってリビングテーブルとダイニングテーブルの2種類に大別される。
- ダイニングテーブル
- リビングテーブル
  - センターテーブル
  - サイドテーブル
  - ネストテーブル　－　同じ形でサイズの異なるテーブルを入れ子にして格納できるテーブルのこと。入れ子式[6]。
  - オケージョナルテーブル

その他次のようなテーブルもある。
- ベッドサイドテーブル（Bedside table）
- ゲートレッグテーブル（Gateleg table）
- ドローイングテーブル（Drawing table）

また野外のテーブルとしては次のものがある。
- 野外卓 - 公園などでベンチと併設されるもの[7]。ピクニックテーブルやアウトドアテーブルとも呼ばれる。耐久性を高めるため人工木材等の素材も使われる[7]。

- センターテーブル
- ネストテーブル
- ベッドサイドテーブル
- ピクニックテーブル

## 構造・素材
テーブルは、使用目的や由来に応じ、さまざまな形状や素材で作られる。
すべてのテーブルは平面の甲板と1つ以上の支柱または脚の基部で構成される。一脚テーブルは、中央に1本の支柱を持ち、テーブルは自立または壁際の設計（コンソールテーブル）である。テーブルの甲板は事実上どのような形状も可能であるが、長方形、正方形、 円形（例えば円卓）またはオーバルの甲板が最も多い。長テーブルは追加の脚を持つことが多い。立っての、またはスツールに座っての使用のために甲板が高いテーブルもある。
甲板の位置や大きさを調整できるテーブルも多数ある。折りたたみ甲板または引き出し部品で甲板の形状を変える。例えばキャンプ用の、全体が折りたたみ式のテーブルもある。列車や航空機では固定または折りたたみ式の小さなテーブルがあるが、テーブルというよりは、多くは便利な棚である。

### 甲板の材質
甲板にはオークやウォールナットなど良質の、色や木目の美しい木材などに模様を寄木細工であしらった飾り板も用いられる。甲板は装飾性以外に、耐水性、耐熱性、耐薬性、耐圧性などの性質を備える必要があるため、大理石、ブロンズ、陶板のほか、現在ではパーティクルボードにメラミン化粧板をはったものやプラスチックにガラス繊維をいれたものなども使われている。
なお、テーブルの甲板にはテーブルクロスが敷かれることもあるほか、側面部分にはヒダ状のテーブルスカートが取り付けられることもある。

## テーブルと法規
日本では「机及びテーブル」として家庭用品品質表示法の適用対象となっており、雑貨工業品品質表示規程に定めがある。

## ギャラリー
- マクドナルドのテーブル
- リゾートホテルのレストランのテーブル
- マイセンで整えられたディナーテーブル
- 労働者の休憩室のテーブル。アメリカ、1943年。
- 大テーブル。会議用。スイスの鉄道会社。
- 甲板にチェスボードが組み込まれたチェステーブル